# Tatadim
Tatadim Etiópia császára volt, vagy az etiópok használta cím szerint nəgusä nägäst (a „négusok négusa”, vagy „királyok királya”). A Zagve-dinasztia tagja, Taddesse Tamrat szerint Mara Takla Hajmanot, a dinasztia alapítójának legidősebb fia, Jan Szejum és Germa Szejum későbbi császárok bátyja. Uralkodásának idejét a 10. századra tehetjük, a pontos évszámok bizonytalanok.
Gadla Jemrehana Kresztosz szerint Tatadim intézkedéseket tett öccsei ellen, hogy biztosítsa fiai számára az utódlást. Az agavok utódlási törvénye szerint azonban a testvérei kellett legyenek utódai. Ugyanez a törvény más Zagve királyok érdekeit is sértette.
| Előző uralkodó: Mara Takla Hajmanot | Etiópia császára 919 k. – 959 k. Zagve-dinasztia | Következő uralkodó: Jan Szejum |